# Medicina forense en España
En España, la medicina forense se ejerce y desarrolla directamente en la Administración de Justicia.
Los médicos forenses son funcionarios pertenecientes al Cuerpo Nacional de Médicos Forenses, con dependencia del Ministerio de Justicia y de las comunidades autónomas, en su caso, para lo que deben aprobar una oposición o prueba de ingreso y después pasar un período de formación. El grueso de estos funcionarios aun dependen del Ministerio pero, debido a la transferencia de competencias a las comunidades autónomas realizadas entre las décadas de 1990 y 2000, algunas regiones españolas como Asturias, Cataluña y País Vasco han asumido la gestión de estos cuerpos. Los médicos forenses se rigen actualmente por el Reglamento Orgánico del Cuerpo de Médicos Forenses, de 1996.
En la mayor parte de los casos ejercen sus funciones a través de los Institutos de Medicina Legal, de los que debería existir al menos uno en cada comunidad autónoma. El trabajo en estos institutos ha de permitir un mayor acceso a medios técnicos, así como una mejor organización y coordinación entre los médicos forenses de un territorio determinado, dejando así de trabajar de un modo radicalmente aislado, como ocurría cuando la adscripción era exclusiva al juzgado. No obstante, los Institutos de Medicina Legal están todavía comenzando su rodaje e incluso hasta la fecha resta uno, el de Madrid, que está creado sobre el papel pero sin entrar en funcionamiento.
El trabajo concreto de los médicos forenses se desarrolla en los juzgados (de hecho, hasta la creación de los Institutos de Medicina Legal, trabajaban formalmente a las órdenes directas del juez correspondiente), fiscalías (de menores) y en alguna de las sedes del Instituto Nacional de Toxicología y Ciencias Forenses, así como excepcionalmente en algún puesto específico de la Administración de Justicia.
La figura de los médicos forenses es la de peritos, expertos en medicina que trabajan directamente para la Administración de Justicia como funcionarios públicos. En su trabajo, emiten los informes que les son requeridos sobre cualquier materia médica que pueda ser de interés para jueces y/o fiscales. De forma más concreta, sus dictámenes incluyen las siguientes materias:
- Determinación de las causas y circunstancias de la muerte en casos de muerte violenta o sospechosa de criminalidad, mediante la práctica de la autopsia judicial (que abarca tanto el examen del lugar de los hechos durante la diligencia de levantamiento del cadáver —a la que en los últimos años suelen acudir comisionados por el juez, sin la directa presencia de éste, que no obstante acudirá si lo considera oportuno— como el examen externo e interno del cadáver). Y todo ello tanto en casos de muertes recientes como en muertes antiguas (en este caso mediante el estudio de restos cadavéricos y/o restos óseos).

- Emisión de dictámenes de defunción en casos de muertes naturales, actuando en tal caso como médicos del Registro Civil (cuerpo extinguido en 1992, en que fue integrado en el de médicos forenses).

- Valoración del daño corporal para casos de lesiones físicas o psíquicas en agresión, maltrato habitual, accidentes de tráfico, accidentes laborales o de otros tipos, intoxicaciones, etc. Esta valoración incluye los mecanismos de producción de lesiones, el curso de las mismas y las secuelas que puedan provocar. En este campo ha adquirido especial relevancia el estudio de personas lesionadas en casos de violencia doméstica, desde la promulgación de la Ley Orgánica de Medidas de Protección Integral contra la Violencia de Género de 2004.

- Valoración de circunstancias y daños ocasionados en agresiones sexuales, abortos e infanticidios.
- Valoración de la posible presencia de anomalías o alteraciones mentales tanto desde el punto de vista de la legislación penal (valoración de la credibilidad del testimonio o de la capacidad de testificar, valoración de la afectación de las facultades mentales de los imputados para determinar si son capaces de comprender la naturaleza y consecuencias de sus actos y dirigirlos libro y voluntariamente) como de la legislación civil (necesidad de internamiento involuntario de enfermos mentales, conservación o no de la capacidad para regir su vida y bienes con vistas a la incapacitación o a la realización de determinados derechos como el matrimonio o el testamento).
- Identificación y determinación de la edad cuando ésta no sea conocida, tanto en asuntos penales (sobre todo menores que participen en hechos como autores o como víctimas) como civiles (expedientes del Registro Civil por inscripciones de nacimiento fuera de plazo o por modificación de la fecha de nacimiento).
- Estudios de paternidad (aunque hoy en día, con las técnicas de identificación por variación de ADN, estas determinaciones suelen realizarse más por expertos de laboratorio, aunque pueda requerirse una posterior interpretación por parte del médico forense).
- Valoración de la actuación médica en casos de posible mala praxis.
- Asistencia y vigilancia médicas a los detenidos que se encuentren a disposición judicial.
- La atención del Servicio de Información Toxicológica del Instituto Nacional de Toxicología y Ciencias Forenses.
- Cualquiera de estas actuaciones periciales requiere frecuentemente la asistencia a juicios para aclarar o ampliar cualquier aspecto del dictamen pericial.

En resumen, el trabajo del médico forense consiste en interpretar los hechos médicos implicados en cualquier procedimiento judicial y traducirlos a un lenguaje que sea útil para jueces, fiscales y abogados.